# Dream Believers
『Dream Believers』（ドリーム ビリーバーズ）は、蓮ノ空女学院スクールアイドルクラブのデビューミニアルバム。同グループの1枚目のミニアルバムとして、2023年3月29日にLantisから発売された。
ここでは、2024年4月17日に発売された蓮ノ空女学院スクールアイドルクラブの2ndミニアルバム『Dream Believers (104期 Ver.)』（ドリーム ビリーバーズ ひゃくよんきバージョン）、2025年4月30日に発売された蓮ノ空女学院スクールアイドルクラブの3rdミニアルバム『Dream Believers (105期 Ver.)』（ドリーム ビリーバーズ ひゃくごきバージョン）についても記述する。このため、104期や105期 Ver.と区別が必要な場合は2023年発表バージョンを便宜上「103期 Ver.」と記載する。

## 背景
蓮ノ空女学院スクールアイドルクラブ（103期）の記念すべきデビューミニアルバムで、6人で歌う「Dream Believers」「On your mark」「永遠のEuphoria」の3曲をはじめ、派生ユニットである「スリーズブーケ」、「DOLLCHESTRA」、「みらくらぱーく！」の楽曲を1曲ずつ、全6曲を収録している。
表題曲「Dream Believers」は、アプリ『Link!Like!ラブライブ!』主題歌である。作中設定では、蓮ノ空女学院スクールアイドルクラブに代々伝わる伝統の曲の一つで、ユニット単位ではなく3ユニット（105期 Ver.では4ユニット）のメンバー全員で歌う曲とされている。
「水彩世界」は、作中設定ではスリーズブーケのメンバーである乙宗梢が制作した曲とされており、『リンクラ』の活動記録第1話ではその制作過程が描かれている。
「AWOKE」は、作中設定ではDOLLECHESTRAのメンバーである夕霧綴理が制作した曲とされており、綴理がゲスト出演した文化放送・超！A&G+のラジオ番組『樋口楓のTHE CATCH』で言及されている。
「ド！ド！ド！」は、作中設定ではみらくらぱーく！のメンバーである藤島慈が制作した曲とされており、『リンクラ』の103期8月度Fes×LIVEにて、1年以上前に慈が作ったことが言及されている。

### 104期 Ver.
2024年4月13日に加入した104期生の3人を加えた9人体制で、『103期 Ver.』に収録された「Dream Believers」「On your mark」「永遠のEuphoria」を再録音・収録している。
また、派生ユニットである「スリーズブーケ」、「DOLLCHESTRA」、「みらくらぱーく！」の新曲を1曲ずつ収録している。こちらは『103期 Ver.』のユニット曲とは異なる、完全新曲となる。

### 105期 Ver.
2024年4月10日に加入した105期メンバー2人を加えた8人体制で、「Dream Believers」(SAKURA Ver.)を再録音・収録している。
また、派生ユニットである「スリーズブーケ」、「DOLLCHESTRA」、「みらくらぱーく！」の新曲を1曲ずつ、新たに結成した「Edel Note」の楽曲を収録している。
なお、105期 Ver.では「On your mark」「永遠のEuphoria」は収録されておらず、新たに「Hello, new dream!」が収録されている。

## リリース
2023年3月29日に103期Ver.が、2024年4月17日に104期Ver.が、2025年4月30日に105期 Ver.がLantisからそれぞれリリースされた。

## SAKURA Ver.
102期生の卒業に伴い、歌唱パートと3番の歌詞の一部を変えたバージョン。2025年3月30日のフェスライブ「蓮華祭」で初めて披露された。 
105期Ver.の歌詞は、本バージョンを踏襲している。
本バージョンはCDに収録されておらず、2025年5月20日に配信が開始された配信限定アルバム「蓮ノ空女学院スクールアイドルクラブ 104th Collection」に収録されている。

## 収録曲

### 103期 Ver.
| #         | タイトル                                                | 作詞                            | 作曲                            | 編曲                                          | 時間  |
| --------- | ------------------------------------------------------- | ------------------------------- | ------------------------------- | --------------------------------------------- | ----- |
| 1.        | 「Dream Believers」(蓮ノ空女学院スクールアイドルクラブ) | 畑亜貴                          | 渡辺拓也                        | 渡辺拓也（編曲）、渡辺拓也、真部 裕（弦編曲） | 5:18  |
| 2.        | 「On your mark」(蓮ノ空女学院スクールアイドルクラブ)    | Kanata Okajima、Hayato Yamamoto | EFFY                            | EFFY                                          | 3:56  |
| 3.        | 「水彩世界」(スリーズブーケ)                            | ケリー                          | 栗原暁(Jazzin'park)、前田佑     | 前田佑（編曲）、門脇大輔（弦編曲）            | 3:36  |
| 4.        | 「AWOKE」(DOLLCHESTRA)                                  | TATSUNE                         | Kanata Okajima、Hayato Yamamoto | Hayato Yamamoto                               | 3:02  |
| 5.        | 「ド！ド！ド！」(みらくらぱーく！)                      | ろさ                            | 山本玲史                        | 山本玲史                                      | 4:27  |
| 6.        | 「永遠のEuphoria」(蓮ノ空女学院スクールアイドルクラブ)  | KOMU                            | オオヤギヒロオ                  | オオヤギヒロオ（編曲）、山下洋介（弦編曲）    | 3:35  |
| 合計時間: | 合計時間:                                               | 合計時間:                       | 合計時間:                       | 合計時間:                                     | 23:54 |

### 104期 Ver.
| #         | タイトル                                                             | 作詞                            | 作曲           | 編曲                                         | 時間  |
| --------- | -------------------------------------------------------------------- | ------------------------------- | -------------- | -------------------------------------------- | ----- |
| 1.        | 「Dream Believers (104期 Ver.)」(蓮ノ空女学院スクールアイドルクラブ) | 畑亜貴                          | 渡辺拓也       | 渡辺拓也（編曲）、渡辺拓也、真部裕（弦編曲） | 5:18  |
| 2.        | 「On your mark (104期 Ver.)」(蓮ノ空女学院スクールアイドルクラブ)    | Kanata Okajima、Hayato Yamamoto | EFFY           | EFFY                                         | 3:56  |
| 3.        | 「アオクハルカ」(スリーズブーケ)                                     | ケリー                          | 鶴﨑輝一       | 鶴﨑輝一、菊谷知樹（弦編曲）                 | 3:35  |
| 4.        | 「レディバグ」(DOLLCHESTRA)                                          | TATSUNE                         | 渡辺拓也       | 鈴木雅也                                     | 3:37  |
| 5.        | 「みらくりえーしょん」(みらくらぱーく！)                             | ろさ                            | 桑原佑介       | MOSAIC.WAV                                   | 3:34  |
| 6.        | 「永遠のEuphoria (104期 Ver.)」(蓮ノ空女学院スクールアイドルクラブ)  | KOMU                            | オオヤギヒロオ | オオヤギヒロオ（編曲）、山下洋介（弦編曲）   | 3:35  |
| 合計時間: | 合計時間:                                                            | 合計時間:                       | 合計時間:      | 合計時間:                                    | 23:35 |

### 105期 Ver.
| #         | タイトル                                                             | 作詞      | 作曲                            | 編曲                                         | 時間  |
| --------- | -------------------------------------------------------------------- | --------- | ------------------------------- | -------------------------------------------- | ----- |
| 1.        | 「Dream Believers (105期 Ver.)」(蓮ノ空女学院スクールアイドルクラブ) | 畑亜貴    | 渡辺拓也                        | 渡辺拓也（編曲）、渡辺拓也、真部裕（弦編曲） | 5:18  |
| 2.        | 「Celebration!」(スリーズブーケ)                                     | ケリー    | 塚田耕平                        | CHOKKAKU                                     | 3:35  |
| 3.        | 「アンペア」(DOLLCHESTRA)                                            | TATSUNE   | Kanata Okajima、Hayato Yamamoto | Hayato Yamamoto                              | 3:24  |
| 4.        | 「WAWO!」(みらくらぱーく！)                                          | ろさ      | みかんもどき(Dream Monster)     | ha-j                                         | 3:36  |
| 5.        | 「Edelied」(Edel Note)                                               | 東乃カノ  | 江口寛至                        | 市川淳                                       | 3:26  |
| 6.        | 「Hello, new dream!」(蓮ノ空女学院スクールアイドルクラブ)            | 塚田耕平  | 塚田耕平                        | 塚田耕平                                     | 4:06  |
| 合計時間: | 合計時間:                                                            | 合計時間: | 合計時間:                       | 合計時間:                                    | 23:25 |

### ユニットメンバー
1. 1 2 3 4 5 6  日野下花帆（楡井希実）、村野さやか（野中ここな）、乙宗梢（花宮初奈）、夕霧綴理（佐々木琴子）、大沢瑠璃乃（菅叶和）、藤島慈（月音こな）
2. 1 2 3 4 5 6  日野下花帆（楡井希実）、村野さやか（野中ここな）、乙宗梢（花宮初奈）、夕霧綴理（佐々木琴子）、大沢瑠璃乃（菅叶和）、藤島慈（月音こな）、百生吟子（櫻井陽菜）、徒町小鈴（葉山風花）、安養寺姫芽（来栖りん）
3. 1 2 3 4 5  日野下花帆（楡井希実）、村野さやか（野中ここな）、大沢瑠璃乃（菅叶和）、百生吟子（櫻井陽菜）、徒町小鈴（葉山風花）、安養寺姫芽（来栖りん）、セラス・柳田・リリエンフェルト（三宅美羽）、桂城泉（進藤あまね）
4. ↑  日野下花帆（楡井希実）、乙宗梢（花宮初奈）
5. ↑  村野さやか（野中ここな）、夕霧綴理（佐々木琴子）
6. ↑  大沢瑠璃乃（菅叶和）、藤島慈（月音こな）
7. ↑  日野下花帆（楡井希実）、乙宗梢（花宮初奈）、百生吟子（櫻井陽菜）
8. ↑  村野さやか（野中ここな）、夕霧綴理（佐々木琴子）、徒町小鈴（葉山風花）
9. ↑  大沢瑠璃乃（菅叶和）、藤島慈（月音こな）、安養寺姫芽（来栖りん）
10. ↑  日野下花帆（楡井希実）、百生吟子（櫻井陽菜）
11. ↑  村野さやか（野中ここな）、徒町小鈴（葉山風花）
12. ↑  大沢瑠璃乃（菅叶和）、安養寺姫芽（来栖りん）
13. ↑  セラス・柳田・リリエンフェルト（三宅美羽）、桂城泉（進藤あまね）